# ポム
ポム(Pom)は、現地では"pomtajer"と呼ばれるアメリカサトイモの根を用いたスリナムのオーブン料理である。

## 歴史
スリナム及びオランダのスリナム人コミュニティでは、ポムは最も人気のある祭の料理である。
スリナム人コミュニティでは、ポムはしばしばクレオール料理やユダヤ料理が起源であると言われる。ポルトガル系ユダヤ人のプランテーションのオーナーにより、「ポルトガルのジャガイモ」("pomme de terre")のオーブン料理として持ち込まれた。ジャガイモはスリナムでは育たないので、代替品が用いられた。ポムは、鶏肉、柑橘類の果汁、アメリカサトイモの3つの食材を組み合わせて作る。アメリカサトイモのみが土着のものであり、全ての部分が食用可であるが、地下茎のみがポムの材料に用いられる。球茎は、pomtajerと呼ばれる。
ポムについての最初の記載は、1914年から1917年に出版されたEncyclopedie van Nederlandsch West-Indieであり、この料理を「茎が地上で育っている植物の根をすりおろして苦い橙の汁で処理し、その後、鶏肉または魚とともにパイにする。この料理はポムとして知られている」としている。
基本的な作り方は、ソテーした鶏肉を、生のまますりおろしたアメリカサトイモの2層で挟み、柑橘類の果汁と、油、マーガリン、タマネギ、トマト、食塩、コショウ、ナツメグから作ったソースと混ぜ、きつね色になるまでオーブンで焼く。
アムステルダムだけで、スリナム料理を提供する施設が120以上ある。ロッテルダムやハーグ等、他のオランダの都市でも、ケータリングやレストラン、テイクアウトの店は増えている。
多くの施設では、ポムをロールパンに乗せた“broodje pom”も提供している。“broodje pom”は特に、最近急速に人気を拡大しており、オランダ料理のメニューにも登場し始めている。オランダの料理本、新聞、ウェブサイト等にもポムのレシピの掲載が増え、2007年には、移住と文化を彼ら自身の視点で表現する拠点であるアムステルダムのImagine Identity and Cultureでポムの展示会も開催された。